# ZBTB6
ZBTB6 (англ. Zinc finger and BTB domain containing 6) – білок, який кодується однойменним геном, розташованим у людей на 9-й хромосомі. Довжина поліпептидного ланцюга білка становить 424 амінокислот, а молекулярна маса — 48 236.
| 10         |  | 20         |  | 30         |  | 40         |  | 50         |
| ---------- |  | ---------- |  | ---------- |  | ---------- |  | ---------- |
| MAAESDVLHF |  | QFEQQGDVVL |  | QKMNLLRQQN |  | LFCDVSIYIN |  | DTEFQGHKVI |
| LAACSTFMRD |  | QFLLTQSKHV |  | RITILQSAEV |  | GRKLLLSCYT |  | GALEVKRKEL |
| LKYLTAASYL |  | QMVHIVEKCT |  | EALSKYLEID |  | LSMKNNNQHT |  | DLCQSSDPDV |
| KNEDENSDKD |  | CEIIEISEDS |  | PVNIDFHVKE |  | EESNALQSTV |  | ESLTSERKEM |
| KSPELSTVDI |  | GFKDNEICIL |  | HVESISTAGV |  | ENGQFSQPCT |  | SSKASMYFSE |
| TQHSLINSTV |  | ESRVAEVPGN |  | QDQGLFCENT |  | EGSYGTVSEI |  | QNLEEGYSLR |
| HQCPRCPRGF |  | LHVENYLRHL |  | KMHKLFLCLQ |  | CGKTFTQKKN |  | LNRHIRGHMG |
| IRPFQCTVCL |  | KTFTAKSTLQ |  | DHLNIHSGDR |  | PYKCHCCDMD |  | FKHKSALKKH |
| LTSVHGRSSG |  | EKLSRPDLKR |  | QSLL       |  |            |  |            |

A: Аланін

C: Цистеїн

D: Аспарагінова кислота

E: Глутамінова кислота

F: Фенілаланін

G: Гліцин

H: Гістидин

I: Ізолейцин

K: Лізин

L: Лейцин

M: Метіонін

N: Аспарагін

P: Пролін

Q: Глутамін

R: Аргінін

S: Серин

T: Треонін

V: Валін

Кодований геном білок за функцією належить до фосфопротеїнів. 
Задіяний у таких біологічних процесах, як транскрипція, регуляція транскрипції. 
Білок має сайт для зв'язування з іонами металів, іоном цинку, ДНК. 
Локалізований у ядрі.